# Papiros médicos egipcios

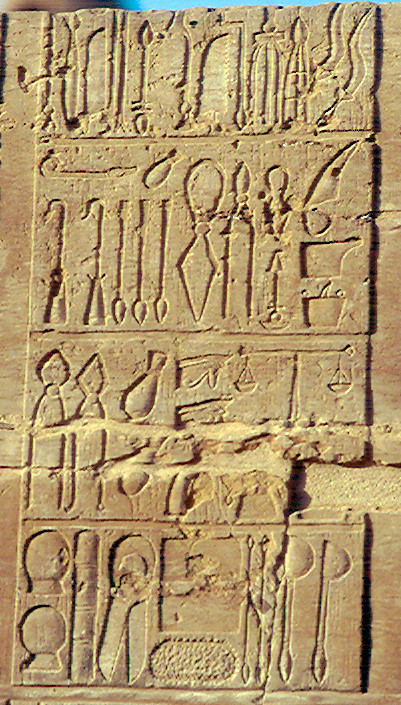
Instrumentos médicos antiguos, Templo de Kom Ombo.

Los papiros médicos egipcios son los textos del Antiguo Egipto escritos en papiro que facilitan una visión de sus prácticas y procedimientos médicos. Los papiros muestran detalles sobre enfermedades, su diagnosis y los remedios a aplicar, que incluyen tanto hierbas como cirugía y hechizos mágicos. Se estima que existían muchos más papiros médicos pero que se han perdido debido al expolio sufrido. El estudio más amplio de los papiros médicos hasta la fecha fue realizado por la Universidad de Berlín y titulado Medizin der alten Ägypter ("Medicina del Antiguo Egipto").
La medicina egipcia temprana estaba basada mayoritariamente en una mezcla de hechizos mágicos y religiosos. Más generalmente "curaban" usando amuletos o hechizos mágicos, ya que se creía que las enfermedades estaban causadas por comportamiento o acciones malévolas. Después, los doctores aplicaban varios tratamientos médicos si era necesario. Las instrucciones para estos rituales médicos fueron posteriormente inscritas en rollos de papiro por los sacerdotes que los practicaban.

## Principales papiros médicos

### Papiro Kahun
Datado en c. 1800 a. C., el papiro ginecológico Kahun es el texto médico conocido más antiguo de Egipto. Fue encontrado en El-Lahun por Flinders Petrie en 1889, traducido inicialmente por F. Ll. Griffith en 1893, y publicado en El Petrie Papyri: Hierático Papyri de Kahun y Gurob. El papiro contiene 35 párrafos separados relativos a la salud de las mujeres: enfermedades ginecológicas, fertilidad, embarazo y contracepción. No describe cirugía.

### Papiros Ramesseum
Los papiros Ramesseum  constan de 17 papiros individuales que fueron encontrados en el gran templo de Ramesseum. Se centran en los ojos, ginecología, pediatría, músculos y tendones.

### Papiro de Edwin Smith

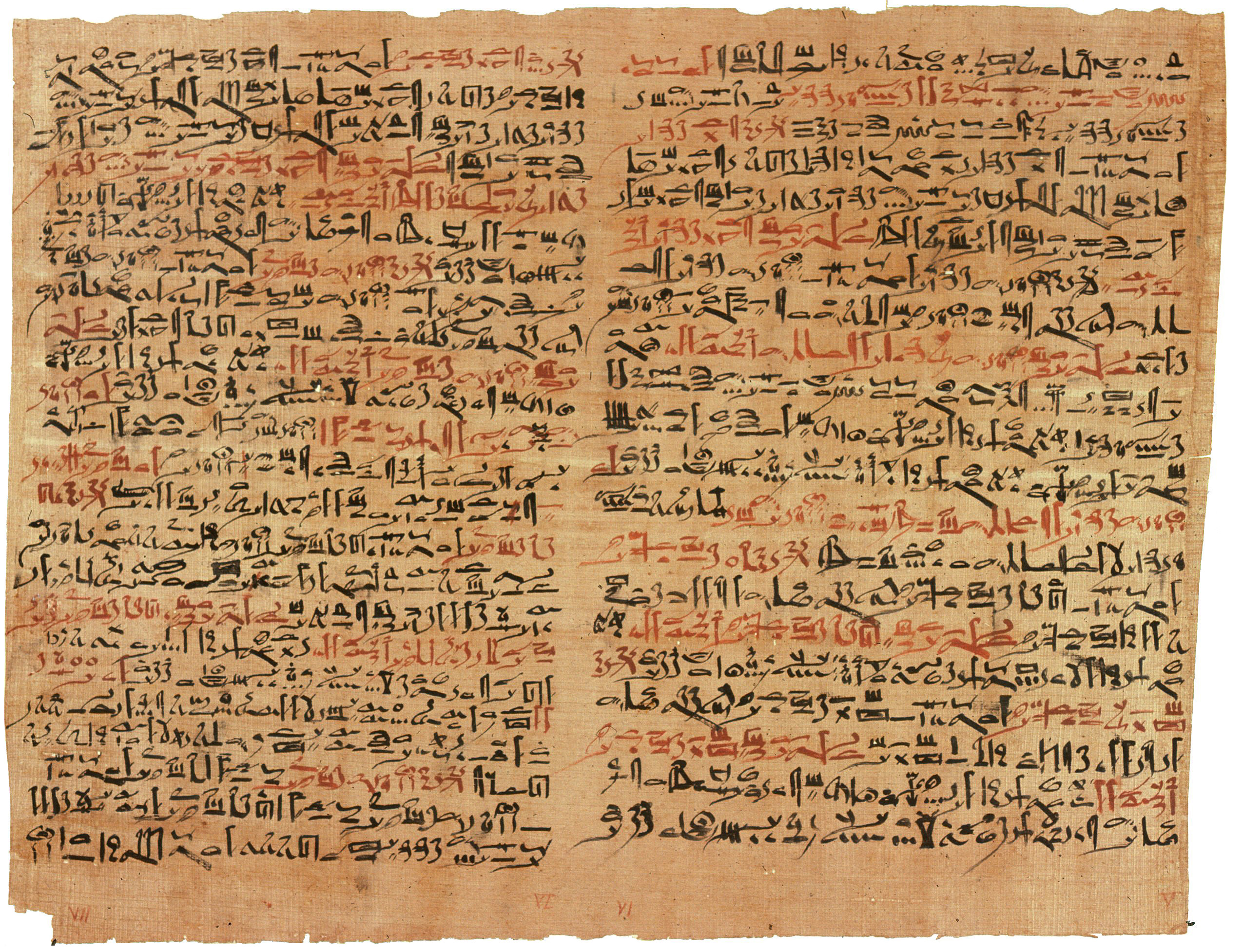
Láminas vi & vii del Papiro de Edwin Smith (alrededor del), uno de los textos médicos más tempranos

Datado en c. 1600 a. C., el Papiro de Edwin Smith  es la única copia superviviente de parte de un libro de texto del Antiguo Egipto sobre cirugía de trauma. El papiro toma su nombre del arqueólogo egipcio Edwin Smith, que lo adquirió alrededor de 1860. El más detallado y sofisticado de los papiros médicos existentes es también el texto quirúrgico más antiguo del mundo. Escrito en caracteres hierático utilizando la lengua egipcia antigua, se cree que está basado en material mil años más antiguo. El documento consta de 22 páginas (17 páginas en anverso y 5 páginas en el reverso). Se analizan 48 casos de trauma, cada cual con una descripción del examen físico, diagnosis, tratamiento, y pronóstico.
Un aspecto importante del texto es que muestra que los egipcios ya conocían el corazón, hígado, bazo, riñones, uréteres y la vejiga, junto con el hecho de que los vasos sanguíneos estuvieron conectados al corazón. La traducción completa está disponible en Internet.

### Papiro Ebers
El papiro Ebers también fue adquirido por Edwin Smith en 1862. Toma su nombre de Georg Ebers, que adquirió el papiro en 1872. Data de c. 1550 a. C. y cubre 110 páginas, que lo convierten en el más papiro médico más largo. El papiro abarca muchos temas diferentes, incluyendo dermatología, enfermedades digestivas, lesiones traumáticas, odontología y ginecología. Hace abundantes referencias al tratamiento de las dolencias con conjuros o técnicas religiosas. Uno de los hallazgos más importantes de este papiro son las referencias a las migrañas lo cual muestra que su existencia se remite al menos a aquellos tiempos.[cita requerida]

### Papiro Hearst
El papiro Hearst fue ofrecido en 1901 a la Expedición Hearst en Egipto. Está datado alrededor del 2000 a. C., aunque subsisten dudas sobre su autenticidad. Se centra en tratamientos para los problemas que afectan al sistema urinario, a la sangre, cabello y picaduras. Ha sido extensamente estudiado desde su publicación en 1905.

### Papiro de Londres

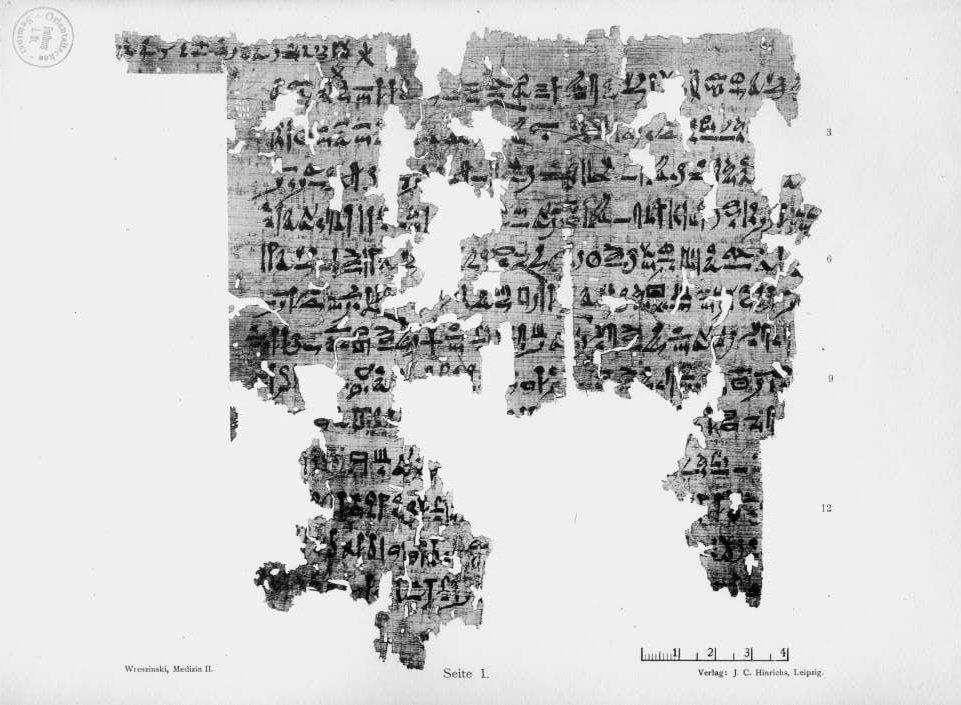
Londonpapyrus EA 10059

El Papiro Médico de Londres está localizado en el Museo británico y data de la era de Tutankamón. A pesar de sus precarias condiciones, su estudio ha mostrado que reunía principalmente conjuros mágicos como remedio para las enfermedades.

### Papiro de Berlín
El Gran Papiro de Berlín, también conocido como el Papiro Brugsch (Pap. Berl. 3038) fue descubierto por Giuseppe Passalacqua. Consta de 24 páginas y es muy similar al Papiro Ebers. Más tarde fue vendido a Federico Guillermo IV de Prusia junto a otros objetos en 1827 para el Museo de Berlín El Gran Papiro de Berlín fue traducido al alemán en 1909.

### Papiro Carlsberg
Es propiedad de la Fundación Carlsberg. El papiro trata de enfermedades del ojo y del embarazo.

### Papiro médico Chester Beatty
Este papiro toma su nombre de Sir Alfred Chester Beatty, que donó 19 papiros al Museo británico. Los remedios que aparecen en estos textos están relacionados generalmente con magia y se centra en condiciones que implican dolores de cabeza y  dolencias anorrectales.

### Papiro Dfux
Centrado principalmente en mordeduras de serpiente, el papiroBrooklyn habla de los métodos terapéuticos para venenos obtenidos de culebras, escorpiones, y tarántulas. El papiro Brooklyn Papiro actualmente está ubicado en el Museo Brooklyn.

## Tabla de papiros médicos del antiguo Egipto
| Nombre del papiro            | Otros nombres | Datación | Lengua                                        | Especialidades médicas | Contenido | Autor/escriba | Lugar y fecha de descubrimiento | Lugar de conservación                                                                   | Medida | Imagen |
| ---------------------------- | --- | --- | --------------------------------------------- | --- | --- | --- | --- | --------------------------------------------------------------------------------------- | --- | ------ |
| Papiro Edwin Smith           | Papiro Quirúrgico Edwin Smith | Datado en las Dinastías 16-17 del Segundo Periodo Intermedio del Antiguo Egipto, c. 1500 a. C. pero se cree que puede ser copia del Imperio antiguo, 3000-2500 a. C. | Hierático                                     | El tratado quirúrgico sobre trauma más antiguo conocido                                                                   | La gran mayoría del papiro trata de trauma y cirugía, con secciones cortas sobre ginecología y cosméticos. En el anverso hay 48 casos de lesiones. El reverso consta de ocho conjuros mágicos y cinco prescripciones. | Atribuido por algunos a Imhotep                                                                                        | Luxor, Egipto antes de 1862 | Academia de Medicina de Nueva York                                                      | Un rollo de 4,68 metros (15,4 pies) de longitud. El anverso (parte frontal) tiene 377 líneas en 17 columnas, mientras el reverso (parte posterior) tiene 92 líneas en cinco columnas |        |
| Papiro Ebers                 | Papiro Ebers | c. 1550 a. C. pero se cree que puede ser una copia de textos anteriores al 3400 a. C. | Hierático                                     | Medicina, obstetricia, ginecología y cirugía                                                                              | El rollo contiene unas 700 fórmulas mágicas y remedios, capítulos sobre contracepción, diagnosis del embarazo y otros asuntos ginecológicos, parásitos y enfermedades intestinales, ojos y problemas de piel, odontología y tratamiento quirúrgico de abscesoes y tumores, colocación de hueso y quemaduras                                                      | N/A | Distrito Assassif de la necrópolis tebana antes de 1862                                                                                            | Biblioteca de la Universidado de Leipzig, Alemania                                      | Un rollo de 110 páginas, de aproximadamente 20 metros de largo |        |
| Papiro ginecológico de Lahun | Papiro Kahun, Papiro Médico Kahun o UC 32057 | c. 1800 a. C. | Hierático                                     | Medicina, obstetricia y ginecología, pediatría y medicina veterinaria                                                     | El texto está dividido en treinta y cuatro secciones que tratan la salud de las mujeres—enfermedades ginecológicas, fertilidad, embarazo, contracepción, etc. El posterior Papiro de Berlín y el Ramesseum IV cubren en gran parte los mismos campos, a menudo dando prescripciones idénticas                                                                    | N/A | El-Lahun por Flinders Petrie en 1889 | University College de Londres                                                           | 2 papiros ginecológicos y 1 veterinario |        |
| Papiros médicos Ramesseum    | Papiros médicos Ramesseum partes III, IV y V | siglo XVIII a. C. | Jeroglífico y hierático                       | Medicina, ginecología, oftalmología, reumatología y pediatría                                                             | Una colección de documentos médicos egipcios antiguos en partes III, IV y V, y escritos en columnas verticales que principalmente trataban dolencias, enfermedades, la estructura del cuerpo y los supuestos remedios utilizados para curar estas aflicciones. Concretamente dolencias oftalmológicas, ginecología, músculos, tendones y enfermedades infantiles | N/A | Templo Ramesseum | Museo Ashmoulean de Oxford                                                              | 3 papiros (partes III, IV, V) |        |
| Papiro Hearst                | Papiro médico Hearst | 18.ª Dinastía de Egipto, alrededor de la era de Tuthmosis III c. 0000 pero se cree que ha sido creado antes, durante el Imperio Medio, alrededor del 2000 a. C. | Hierático                                     | Urología, medicina y picaduras                                                                                            | 260 párrafos en 18 columnas, en 18 páginas de prescripciones médicas para problemas del sistema urinario, sangre, cabello y picaduras | N/A | Descubierto por un campesino egipcio del pueblo de Deir el-Ballas antes de 1901                                                                    | Biblioteca Bancroft, Universidad de California                                          | 18 páginas |        |
| Papiro médico de Londres     | BM EA 10059 | 19.ª dinastía 1300 a. C. o c. 1629–1628 a. C. | Hierático                                     | Afecciones de piel, ojo, hemorragias, abortos espontáneos y quemaduras                                                    | 61 recetas, de las cuales 25 están clasificadas como médicas, el resto son mágicas | N/A | N/A | Royal institute de Londres                                                              | |        |
| Papiro Brugsch               | Pap. Berl. 3038, el Gran Papiro de Berlín | 19.ª dinastía, y datado c. 1350-1200 a. C. | ¿Hierático?                                   | Médico | Habla de casos médicos generales y muestra una gran semejanza con el papiro Ebers. Algunos historiadores creen que este papiro fue utilizado por Galeno en sus textos | 24 páginas (21 anversos y 3 reversos)                                                                                  | N/A | Descubierto por un egipcio en Saqqara antes de 1827                                     | Museo de Berlín |        |
| Papiro Carlsberg             | N/A | Entre las dinastías 19.ª y 20.ª, Nuevo Imperio; su estilo lo relaciona con la 12.ª dinastía. Algunos fragmentos datan del c. 2000 a. C., otros — los manuscritos Tebtunis — datan aproximadamente del siglo I d. C.                                                           | Hierático, Demótico. Jeroglíficos y en griego | Obstetricia y ginecología, medicina, oftalmología y pediatría                                                             | La estructura del papiro muestra gran parecido con los papiros Kahun y Berlín. | N/A | N/A | N/A                                                                                     | Instituto Egiptológico de la Universidad de Copenhague |        |
| Papiro médico Chester Beatty | Papiros Chester Beatty, Papiro VI de los papiros Chester Beatty 46 (núm. de Papiro 10686, Museo británico), Chester Beatty V BM 10685, VI BM 10686, VII BM 10687, VIII BM 10688, XV BM 10695 | Datado c. 1200 a. C.: Era Ramésida | Hierático                                     | Dolores de cabeza y desórdenes anorrectales                                                                               | Conjuros mágicos y recetas médicas para dolor de cabeza y enfermedades anorrectales | N/A | Inicialmente en la colección privada del escribano Qen-su-khepeshef en la 19.ª Dinastía y pasó por su familia hasta que fue emplazado en una tumba | Deir el-Medina (poblado de los trabajadores) en 1928                                    | Museo británico |        |
| Papiro de Brooklyn           | 47.218.48 och 47.218.85, también conocido como el Papiro Médico de Brooklyn | Una colección de papiros que pertenecen al final de la 30ª dinastía, datada alrededor del 450 a. C., o al principio del Periodo tolemaico. Aun así, está escrito con el estilo del Imperio Medio, lo que sugiere que su origen podría ser la Decimotercera dinastía de Egipto | Hierático                                     | Trata solamente las mordeduras de culebras y escorpión, y la fórmula para eliminar el veneno procedente de tales animales | Habla sobre remedios para eliminar el veneno de culebras, escorpiones y tarántulas. El estilo de estos remedios se relaciona con el del papiro Ebers | Un rollo de papiro dividido con algunos fragmentos perdidos, su longitud total está estimada en 175 por 27 centímetros | N/A | Podría tener su origen en un templo de la antigua Heliópolis, descubierto antes de 1885 | Museo Brooklyn en Nueva York |        |
| Papiro Erman                 | Donado junto con el papiro Westcar al museo de Berlín | Datación estimada, principio del Nuevo Imperio (siglo XVI a. C.) |                                               | Medicina, anatomía y magia                                                                                                | Contiene algunas fórmulas médicas, una lista de nombres anatómicos (cuerpo y vísceras) y aproximadamente 20 fórmulas mágicas | N/A | N/A | Antes de 1886                                                                           | Museo de Berlín |        |
| Papiro Leiden                | Rijksmuseum, Leiden I 343 - I 345 | 18º-19.ª dinastía |                                               | Medicina y magia | Mayoritariamente trata textos mágicos | N/A | N/A | N/A                                                                                     | Rijksmuseum, Leiden |        |
| Papiro Oxyrhynchus 2547      | Oxyrhynchus 2547 | siglo III |                                               | Papiro del juramento hipocrático                                                                                          | Fragmento del juramento hipocrático | N/A | N/A | N/A                                                                                     | NlA |        |

## Otras referencias
- Leake, Chauncey D. (1952). The Old Egyptian Medical Papyri. Lawrence, Kansas: University of Kansas Press. 1952. Clendening Lectures on the History and Philosophy of Medicine, Second Series. Lawrence, Kansas: University of Kansas Press. LCCN 52012678.

- Datos: Q2761513